# Mecolaesthus discrepantis
Espèce
Synonymes
- Queliceria discrepantis González-Sponga, 2003

Mecolaesthus discrepantis est une espèce d'araignées aranéomorphes de la famille des Pholcidae.

## Distribution
Cette espèce est endémique de l'État de Trujillo au Venezuela,. Elle se rencontre vers Boconó.

## Description
Le mâle décrit par Huber et Villarreal en 2020 mesure 2,9 mm.

## Systématique et taxinomie
Cette espèce a été décrite sous le protonyme Queliceria discrepantis par González-Sponga en 2003. Elle est placée dans le genre Mecolaesthus par Huber et Villarreal en 2020.

## Publication originale
- González-Sponga, 2003 : « Arácnidos de Venezuela. Cuatro géneros y cuatro especies nuevas de la familia Pholcidae. » Memoria de la Fundación La Salle de Ciencias Naturales, vol. 155, p. 91-104.